# Lijst van platenlabels D
Dit is een lijst van platenlabels met als beginletter een D.
- D.P.G. Recordz
- D1 Music
- D1 Recordings
- Da Lench Mob Records
- Daddy Fresh Music
- Daemon Records
- Daesung Entertainment
- Daffodil Records
- Damaged Goods
- Dame Dash Music Group
- Damon Records
- Dance Mania
- Dance Pool
- dance to the radio
- Dancing Cat Records
- Dancing Ferret
- Dancing Turtle Records
- Dandelion Records
- Danger Crue Records
- Dangerbird Records
- Dangerhouse Records
- Daptone Records
- Dark Dungeon Music
- Dark Horse Records
- Darla Records
- DAT
- DATArecords
- Data Records
- Dawn Raid Entertainment
- Dawn Records (Engeland)
- Dawn Records (Verenigde Staten)
- Daylight Records
- DaySpring Records
- DB Records
- D Bone Productions
- D-Block Records
- DC Flag Records
- DCE Records
- DCide
- De Luxe Records
- Dead Daisy Records
- Dead Oceans
- Dead Reckoning Records
- Deaf American Recordings
- Deaf Records
- Deary Me Records
- Death Row Records
- Deathlike Silence Productions
- Deathwish Inc.
- Debut Records
- Decaydance Records
- Decca Records
- Deceptive Records
- Deck Cheese
- Deconstruction Records
- De Coöperatie
- Dedicated Records
- Deep Elm Records
- Deep Shag Records
- Deep South Entertainment
- Deep Soul Records
- Deeper Rekords
- Def American
- Def Jam Recordings
- Def Jam South
- Defected Records
- Definitive Jux
- Dekema Records
- Delerium Records
- Del-Fi Records
- Delicious Vinyl
- Delmark Records
- Deltasonic

- Deluxe Records
- Dembitzer Records
- Democracy Records
- Demolition Records
- Demon Records
- Dental Records
- Dented Records
- Dependent Music
- Dependent Records
- Deptford Fun City Records
- Deram Records
- Derby Records
- Derrty Ent.
- Derrty Records
- Desert Storm
- DeSoto Records
- Desperation Records
- Desto Records
- Detour Records
- Deutsche Grammophon
- Deviant Records
- Deviation Records
- Devils Mind Records
- Dew Process
- Dewdrops Records
- DFA Records
- DGC Records
- Dial Records (1946) - uit de Verenigde Staten
- Dial Records (1964) - uit de Verenigde Staten
- Dial Records (1998) - uit de Verenigde Staten
- Dial Records (1999) - uit Duitsland
- Diamante Music Group
- Dice Recordings
- Dick Bros Record Company
- Digital Hardcore Recordings
- Digital Structures
- Dimension Records
- Diminished Fifth Records
- Dine Alone Records
- Dino Entertainment
- Dino Music
- Diplomat Records
- Direct Hit Records
- Dirty Records
- Dirty Workz
- Disa Records
- Disasters by Choice Records
- Dischord Records
- Discipline Global Mobile
- Disco Blanco Recordings
- Discodance
- Discofoon
- Discos Taxco
- Discos y Cintas Denver
- Discovery Records
- Diskos
- Diskoton
- Disorient Records
- Displeased Records
- Disques Barclay
- Disques Dreyfus
- Disques Victoire
- Disques Vogue
- Distance Records
- Distinct'ive Breaks Records
- Distinct'ive Records
- Distort Entertainment
- Distribution Select
- Disturbing tha Peace
- Diva Records
- Divine Records
- Dixieland Jubilee Records
- Dixieland Records

- Djax Records
- DJM Records
- Do It Records
- Doctor Dream Records
- Doctor Jazz Magazine
- Document
- Dog Meat Records
- Doggystyle Records
- Doghouse Records
- Doll House Recordings
- Dolores Recordings
- Dolphin Music
- Dolton Records
- Domino Records 1917
- Domino Records 1924
- Domino Records 1993
- Don Giovanni Records
- Done Deal Entertainmet
- Doomtree
- Dopamine Records
- Dot Dash Recordings
- Dot Records
- Doublemoon
- Doubtmusic
- Dovecote Records
- Down Peninsula Audio
- downpatrecords
- Downtown Records
- Dox Records
- Dr. Strange Records
- Dr Jazz Records
- Drag City
- Dragon Records
- Dragon Street Records
- Dragonfly Records
- Drakkar Entertainment
- Dramatico
- Dreamcatcher Company
- DreamWorks Records
- Drive-Thru Records
- Dro Records
- DROG Records
- Drone Records
- Drop Bass Network
- Drowningman Records
- DRT Entertainment
- Drumcode Records
- DSCI4
- DSFA Records
- DSP Media
- D-Trash Records
- Dub From Atlantis
- Duck Down Records
- Duck Records
- Ductape Records
- Dukarec
- Duke Records
- Duke Street Records
- Duna Records
- Dune Recordings
- Dunhill Records
- Dunwhich Records
- Duophonic Records
- Duplex Records
- Durium Records
- Durlaphone
- Dusk Fire Records
- Dust Traxx Records
- Dutch East India Trading
- DVS Records
- Dwarf Records
- Dwarf Records
- DY Records
- Dynamica
- DynoVoice Records